# Mitsukuri Gempachi

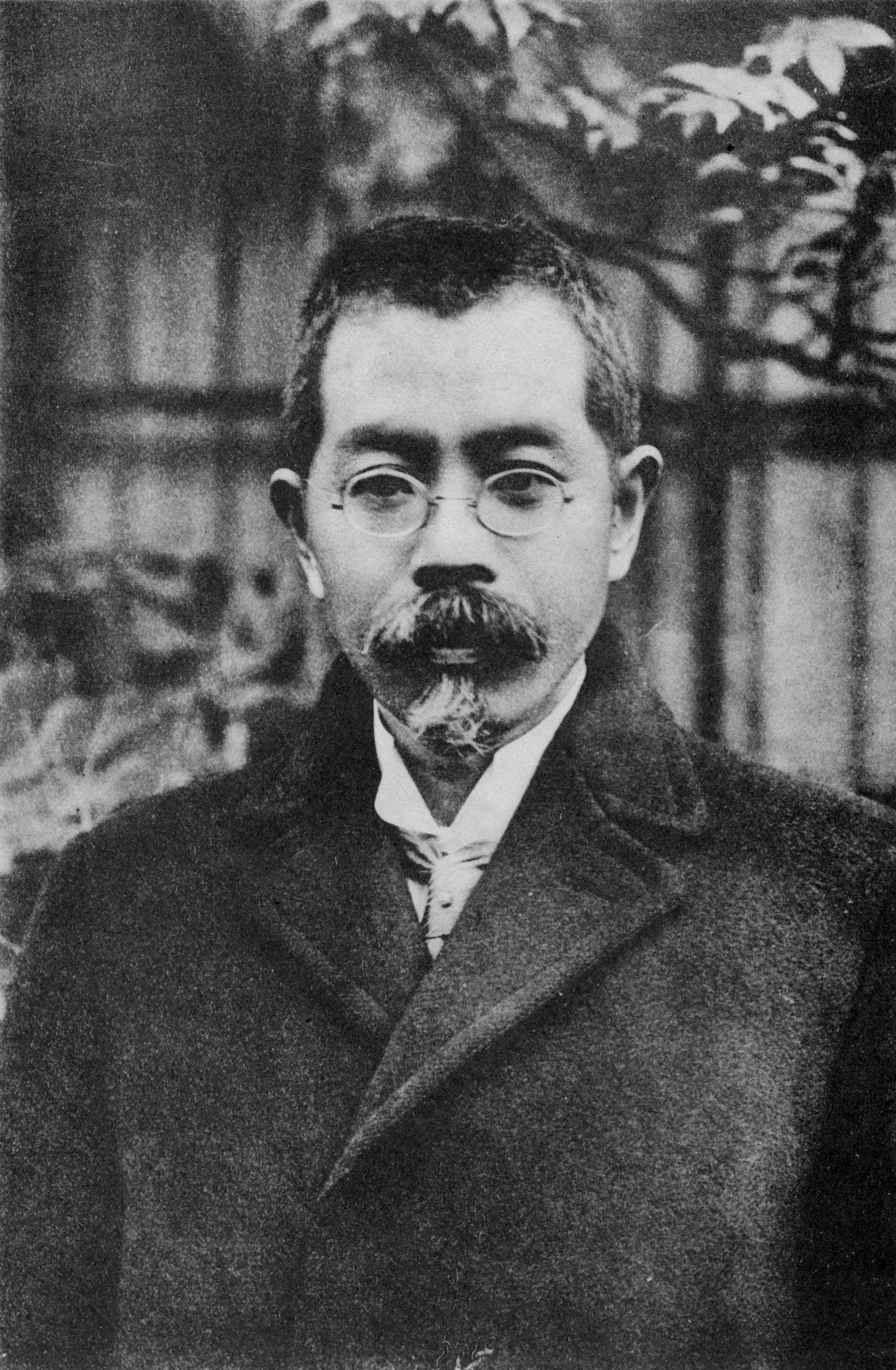
Mitsukuri Gempachi

Mitsukuri Gempachi (japanisch 箕作 元八; geboren 26. Juni 1862 in Tsuyama (Provinz Mimasaka); gestorben 9. August 1919 in Tokio) war ein japanischer Historiker.

## Leben und Wirken
Mitsukuri Gempachi war der vierte Sohn von Mitsukuri Shūhei (箕作 秋坪), einem Gelehrten der Westlichen Wissenschaften Tsuyama und Übersetzer des ausländischen Richters des Shogunats. Auch alle seine Brüder waren Gelehrte. Gempachi besuchte ab 1886 in Deutschland die Universität Freiburg. Zunächst studierte er Physik, aber aufgrund starker Kurzsichtigkeit beendete er die Studienrichtung und studierte an der Universität Heidelberg und an der Universität Berlin unter Leopold von Ranke und Heinrich von Treitschke Geschichte. 1892 kehrte er nach Japan zurück. Danach war er nacheinander Lehrer an einer höheren Schule, an der „1. Höhere Schule Tokio“ und schließlich an der Universität Tokio.
1900 ging Mitsukuri zum Studium nach Frankreich und vertiefte seine Forschungen zur Geschichte der Französischen Revolution. Er wurde der „Meister der Geschichte des Westens“ (西洋史学の泰斗, Seiyōshigaku no taito) genannt. Zu seinen Veröffentlichungen zählen „Seiyō-shi kōwa“ (西洋史講話) – „Vorlesungen zur Geschichte des Westens“, das als unsterbliches Meisterwerk gilt, sowie „Nantei Shisetsushū“ (南亭史説集) – „Nanteis Erläuterungen zur Geschichte“, „Furansu daikakumei-shi'“ (仏蘭西大革命史) – „Große Revolutionsgeschichte Frankreichs“ und „Naporeon jidai-shi“ (ナポレオン時代史) – „Geschichte der napolonischen Zeit“.
Mitsukuri benutzte das Gō „Nantei“ (南亭). Er war gut im Schreiben von Senryū und Haiku.